# Ashley Weinhold
Ashley Weinhold (* 20. Juni 1989 in Tyler, Texas) ist eine ehemalige US-amerikanische Tennisspielerin.

## Karriere
Weinhold begann mit fünf Jahren Tennis zu spielen. Sie bevorzugt laut WTA-Profil Sandplätze. Seit Juni 2003 tritt sie auf Turnieren des ITF Women’s Circuit an, bei denen sie drei Einzel- und 17 Doppeltitel gewonnen hat.
Sie nahm mehrfach mit einer Wildcard an den US Open teil – so 2006 im Doppel und im Mixed sowie 2007 im Einzel, Doppel und im Mixed; sie kam jedoch nie über die erste Runde hinaus. 2011 und 2012 scheiterte sie jeweils bereits in der Qualifikation.
Weinhold bestritt ihr letztes Profiturnier im August 2018 in Lexington und wird seit Juli 2019 nicht mehr in den Weltranglisten geführt.

## Turniersiege

### Einzel
| Nr. | Datum            | Turnier       | Kategorie   | Belag     | Finalgegnerin     | Ergebnis      |
| --- | ---------------- | ------------- | ----------- | --------- | ----------------- | ------------- |
| 1.  | 9. Juli 2006     | Southlake     | ITF $10.000 | Hartplatz | Helena Bešović    | 3:6, 6:3, 6:3 |
| 2.  | 13. Februar 2011 | Rancho Mirage | ITF $25.000 | Hartplatz | Kristýna Plíšková | 6:3, 3:6, 7:5 |
| 3.  | 27. Oktober 2013 | Quintana Roo  | ITF $10.000 | Hartplatz | Renata Zarazúa    | 6:3, 4:6, 7:5 |

### Doppel
| Nr. | Datum              | Turnier        | Kategorie    | Belag             | Partnerin           | Finalgegnerinnen                               | Ergebnis          |
| --- | ------------------ | -------------- | ------------ | ----------------- | ------------------- | ---------------------------------------------- | ----------------- |
| 1.  | 3. Juni 2006       | Houston        | ITF $10.000  | Hartplatz (Halle) | Jillian O’Neill     | Elena Gantcheva Klara Jagosova                 | 6:76, 7:5, 6:2    |
| 2.  | 1. Juli 2006       | Edmond         | ITF $10.000  | Hartplatz         | Alexa Glatch        | Elizabeth Kaufman Lindsey Nelson               | 6:4, 6:4          |
| 3.  | 15. November 2008  | Mallorca       | ITF $10.000  | Sand              | Catarina Ferreira   | Lucia Sainz-Pelegri Cristina Sanchez-Quintanar | 6:3, 5:7, [10:8]  |
| 4.  | 29. November 2008  | La Vall d’Uixó | ITF $10.000  | Hartplatz         | Lucia Sainz-Pelegri | Conny Perrin Stefania Boffa                    | 6:2, 6:3          |
| 5.  | 20. Juni 2009      | Brownsville    | ITF $10.000  | Hartplatz         | Sacha Jones         | Ester Goldfeld Macall Harkins                  | 6:3, 6:3          |
| 6.  | 1. August 2009     | St. Joseph     | ITF $10.000  | Hartplatz         | Irina Falconi       | Chelsea Orr Caitlin Whoriskey                  | 6:4, 7:66         |
| 7.  | 30. Mai 2010       | Sumter         | ITF $10.000  | Hartplatz         | Alexandra Mueller   | Nicole Melichar Alexandra Leatu                | 6:1, 6:3          |
| 8.  | 10. Juni 2012      | El Paso        | ITF $25.000  | Hartplatz         | Sanaz Marand        | Fatma Al-Nabhani María Fernanda Álvarez Terán  | 6:4, 6:3          |
| 9.  | 19. Oktober 2013   | Quintana Roo   | ITF $10.000  | Hartplatz         | Denise Muresan      | Christiana Brigante Nikki Kallenberg           | 6:1, 7:5          |
| 10. | 8. Juni 2014       | El Paso        | ITF $25.000  | Hartplatz         | Jamie Loeb          | Hsu Chieh-yu Danielle Lao                      | 4:6, 6:4, [15:13] |
| 11. | 21. Juni 2015      | Sumter         | ITF $25.000  | Hartplatz         | Alexandra Mueller   | Jacqueline Cako Danielle Lao                   | 5:7, 7:5, [10:6]  |
| 12. | 26. Juli 2015      | Sacramento     | ITF $50.000  | Hartplatz         | Caitlin Whoriskey   | Nao Hibino Rosie Johanson                      | 6:4, 3:6, [14:12] |
| 13. | 19. September 2015 | Redding        | ITF $25.000  | Hartplatz         | Caitlin Whoriskey   | Michelle Sammons Varatchaya Wongteanchai       | 6:2, 7:5          |
| 14. | 18. Juni 2016      | Sumter         | ITF $25.000  | Hartplatz         | Caitlin Whoriskey   | Jamie Loeb Carol Zhao                          | 7:65, 6:1         |
| 15. | 2. Juli 2016       | El Paso        | ITF $25.000  | Hartplatz         | Caitlin Whoriskey   | Sanaz Marand Carol Zhao                        | 6:4, 7:63         |
| 16. | 24. Juli 2016      | Sacramento     | ITF $50.000  | Hartplatz         | Caitlin Whoriskey   | Jamie Loeb Chanel Simmonds                     | 6:4, 6:4          |
| 17. | 5. Februar 2017    | Midland        | ITF $100.000 | Hartplatz (Halle) | Caitlin Whoriskey   | Kayla Day Caroline Dolehide                    | 7:61, 6:3         |